# 15170 Erikdeul
A 15170 Erikdeul (ideiglenes jelöléssel (15170) 2648 P-L) a Naprendszer kisbolygóövében található aszteroida. Cornelis Johannes van Houten, Ingrid van Houten-Groeneveld és Tom Gehrels fedezte fel 1960. szeptember 24-én.